# Reino de Sussex
El Reino de Sussex o Reino de los Sajones del Sur (en inglés antiguo: Sūþseaxna rīce) fue una colonia sajona y posteriormente un reino independiente de los sajones en la costa sur de Inglaterra fundado en el siglo V, tras la retirada de los romanos de la isla de Britania. Fue uno de los Estados de la denominada Heptarquía anglosajona, periodo de la historia inglesa entre los siglos V y IX. Aunque es considerado uno de los siete reinos principales de la Heptarquía, su importancia política fue menor incluso que la de algunos reinos considerados secundarios como Hwicce o Lindsey. La historia del reino está llena de lagunas, y los reinos vecinos de Wessex y Mercia ejercieron su dominio sobre Sussex desde mediados del siglo VI hasta su incorporación definitiva al reino anglosajón en 825. 

## Orígenes del Reino de Sussex
La fundación del Reino de Sussex es la más oscura y controvertida de todos los Estados de la Heptarquía, por un lado la falta de fuentes históricas de la época, por otro la falta de hallazgos arqueológicos que avalen la historia y, por último, las grandes lagunas entre la supuesta fundación del reino y las posteriores referencias a Sussex.

La Leyenda

Las ASC nos cuentan que los sajones llegaron a Sussex en el año 477 en tres barcos al mando de Ælle y sus tres hijos Cymen, Wlenking y Cissa. Desembarcaron en un lugar llamado Cymenshore, allí mataron a muchos britanos y los hicieron huir hacia el bosque de Andredes. En 485 Ælle derrota a los britanos en un lugar llamado Mecred's- Burnsted. Y en el 491 sitian el fuerte de Andredes, la conquistan y masacran a sus habitantes. Entre 491 y 607, donde las crónicas dicen que Ceolwulf de Wessex lucha contra los sajones del sur, nos encontramos un enorme vacío. Tenemos otras menciones de Ælle: Beda lo hace al nombrar la lista de Bretwaldas (principal gobernante de Britania), y dice que Ælle fue el primero de ellos. Igualmente las ASC lo colocan como primer Bretwalda en su propia lista, que se encuentra en la entrada del año 827, aunque esta parece basada en la Beda. 

Localizaciones 

- Cymenshore (también Cumeneshore, Cumenshore, Cimeneres horan, Cymeneres horan): El lugar de desembarco de los sajones no está avalado por ninguna evidencia arqueológica. Por algunas referencias cruzadas con “charters”, algunos historiadores[6][7] lo sitúan cerca de Selsey, en el sur de la península (cabo de Selsey Bill), en los Owers o el Mixon, islotes y bancos de arena al sur del cabo) o al norte de la península en la bahía de Pagham.
- Mecred's- Burnsted (también Mercredesburne o Mearcred's Burn): El lugar de la primera batalla entre britanos y sajones es también incierto. El historiador británico Welch[8] dice que tal nombre significa: “el río que marca la frontera del tratado”, es decir, el lugar donde los sajones se habían asentado como foederati por algún tratado con mandatarios britanos (posiblemente Vortigern) y lo sitúa en algún lugar entre el Ouse y el Cukmere, donde se supone que había asentamientos sajones ya a inicios del siglo V.
- Andredes Leag (Bosque de Andredes), Andredesceaster (Fuerte de Andredes): En general los historiadores están de acuerdo en que se refieren al Weald, el conjunto de colinas boscosas que ocupaban el norte de Sussex, y a la fortificación de Anderitum (la actual Pevensey). La concatenación de estos lugares parece indicar una posible conquista del territorio por parte de los sajones partiendo del oeste (península de Selsey) hacia el este (Pevensey) a lo largo de 14 años.
- Mons Badonicus (Monte Badon o Badon Hill): Es la primera gran batalla entre britanos y sajones, que se da en algún lugar a lo largo del valle del río Avon, y de la cual desconocemos su localización exacta. Algunos autores suponen que Ælle, como bretwalda, estaba al frente de las tropas sajonas. La derrota de los sajones por el ejército britano-romano es posible que sea la explicación para el silencio histórico de más de un siglo en las crónicas sajonas; la victoria celta tal vez retardó el avance sajón hacia el interior de Inglaterra durante 100 años.

Hallazgos arqueológicos 

La localización de enterramientos nos indica la presencia de asentamientos cercanos. Ciertos objetos, vasijas, adornos, monedas, etc. permiten datar los yacimientos. La principal área de tumbas datada en el siglo V se halla entre los cursos bajos del Ouse y el Cuckmere, en Sussex Oriental, que es la zona donde se cree se asentaron los sajones federados, y en ellas se encuentran objetos de metalurgia romana, posiblemente de inicios del siglo V, muy anterior a la supuesta llegada de Ælle. En la región occidental también se han encontrado cementerios en Highdown, cercano a Worthing, entre la desembocadura de los ríos Arun y Adur, y en Apple Down, a 11 km al noreste de Chichester; aunque con menos evidencias, parece que ambos yacimientos son anteriores a 477. Es muy significativa la total ausencia de cementerios o artefactos sajones de la época en la zona de Chichester-Selsey, por lo que es muy posible que en el siglo V Chichester continuara siendo la Noviomagus Reginorum de los britanorromanos
Teorías sobre el origen de Sussex

- Teoría clásica: Es la que da más o menos crédito a las ASC. Los sajones del sur entraron en Britania desembarcando al oeste de Sussex, en la zona de Selsey, y fueron penetrando en el territorio de oeste a este, formando el reino de Sussex. La teoría tiene a su favor que es coherente con las fuentes históricas, aunque estas no sean muy fiables por haber sido escritas varios siglos después. En su contra tiene los datos arqueológicos y el inexplicable vacío de más de un siglo, aunque pudiera ser por la derrota sajona en Monte Badon y la posible reconquista britana de la zona. Además resulta chocante que el rey del poco poblado reino de Sussex liderara al grueso de las tropas sajonas, habiendo en la misma época reinos que parecen más potentes, como Essex o Kent, aunque hay que tener en cuenta que a Ælle no se le nombra inicialmente en las ASC como rey de Sussex y solo se hace en la entrada del año 827 (Ella, king of the South-Saxons).
- Teoría del Támesis: La vía de penetración principal de los sajones sería el valle de Támesis. El amplio estuario del río fue la zona ideal de desembarco de los contingentes sajones que irían poco a poco penetrando en el interior, primero colonizando Essex (East-saxon), después Midlessex (Midle-saxon) y desde allí hacia el sur (South-saxons) y el oeste (West-saxon). La colonización de Sussex vendría entonces desde el norte, desde Londinium, atravesando el Weald por Surrey y entrando en los valles del Arun, Ouse y Cuckmere. La colonización por el sur habría sido llevada a cabo por los jutos, provenientes de Kent, como así lo atestiguan los pequeños reinos de Wight y del valle del Meon (Meonwara) en la zona del Solent. Ælle, en el caso de que hubiera existido, sería tal vez el caudillo de las tropas sajonas que avanzaban por el Támesis y que fueron momentáneamente detenidas por los britanos en la batalla del Monte Badon. El reino de Sussex no se formaría entonces hasta el año 645, en el cual Penda de Mercia nombra rey de Sussex a Ethelwalh, en una zona de establecimientos dispersos de sajones como existían en muchos otros lugares de Inglaterra (Surrey, Hertfordshire, Hwicce, etc.). La teoría concuerda bastante bien con los datos arqueológicos e históricos y no contradice demasiado las fuentes antiguas, que podrían haber sido escritas muy posteriormente a los hechos.
- Teoría escéptica: Sussex nunca llegó a formarse como reino, la leyenda de Ælle y sus hijos y el desembarco en Selsey es solo leyenda,[14] los personajes no existieron y los hechos no ocurrieron[15] En realidad, el reino de Sussex nunca existió como tal, sino a veces como un subreino de Mercia o Wessex. Los gobernantes de Sussex no eran más que subregulus o ealdormen de los reinos principales, el territorio poco poblado fue siempre una región marginal en la historia general de la heptarquía. Aunque radical, esta teoría casa perfectamente con los datos que tenemos sobre Sussex, o más bien con la ausencia de los mismos. El establecimiento de poblamientos dispersos sin cohesión política entre ellos y más o menos independientes tampoco es extraño en la Inglaterra anglosajona.

## Geografía

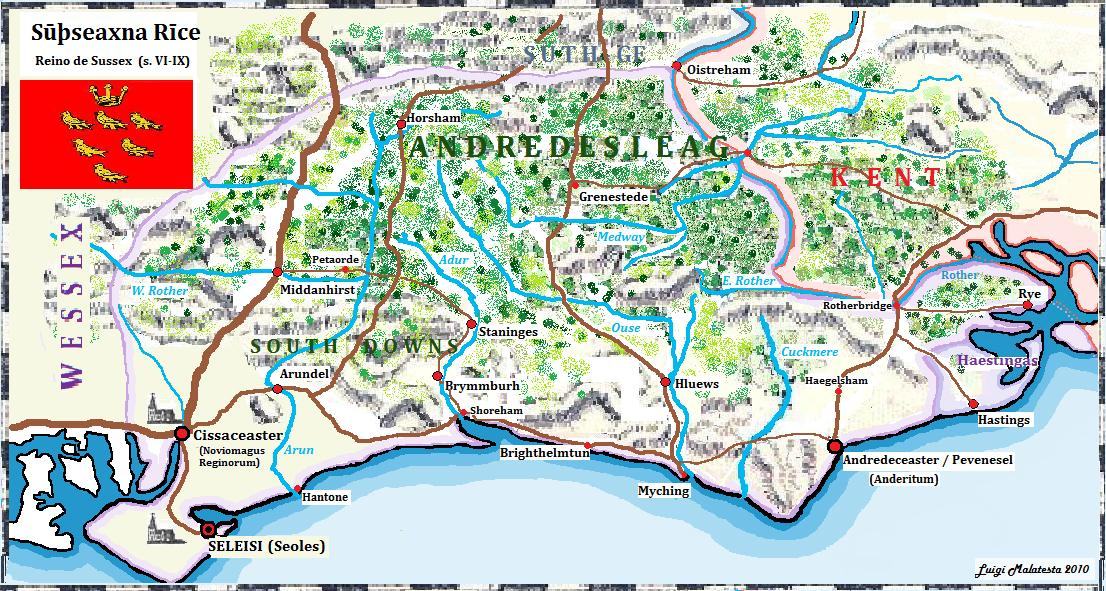
Mapa del Reino de Sussex.

Los límites del reino sajón de Sussex coinciden en general con los del antiguo reino britano de Regneses y con el posterior condado inglés de Sussex, que en la actualidad está dividido entre los condados de East Sussex y West Sussex. Situado en la costa meridional de la isla de Gran Bretaña, toda su frontera sur limitaba con el Canal de la Mancha, al este se situaba el reino juto de Kent, al oeste el reino sajón de Wessex y al norte Suther-ge (Surrey), región disputada por los vecinos de Kent, Mercia, Essex y Wessex.
Todo el reino era montuoso y boscoso, el norte estaba ocupado por el bosque de Andred (Andredes Leag), lo que actualmente es conocido como The Weald, zona de colinas de arenisca de 200 a 300 metros de altura cubiertas de vegetación. Al sur de estas se alzaban las colinas de creta blanca conocidas como South Downs (del sajón, dun = colina), que llegaban hasta el mar formando impresionantes acantilados blancos de más de 100 m de altura. La mayor altura del país se encontraba en estos montes, el Blackdown de 280 metros. La formación de colinas era cortada por cuatro valles fluviales, de oeste a este: el del Arun, el Adur, el Ouse y el Cuckmere, en cuyas desembocaduras se hallaban los mejores puertos.
La zona sudoeste era la más llana. En ella el pequeño río Lavant desembocaba en la intrincada bahía de Chichester que abría hacia el Solent, estrecho que separaba la isla de Wight de la de Gran Bretaña. La bahía era cerrada al sur por la península de Selsey, donde supuestamente desembarcaron los primeros sajones que fundaron el reino. Al sudeste las marismas del río Rother (Romney Marsh) hacían de frontera entre Sussex y Kent.

## Población y localidades
Las agrestes tierras del Sussex medieval no eran las más indicadas para un poblamiento muy denso, aunque presentaban ciertas similitudes con la tierra de origen de los invasores, la Sajonia germánica. El patrón de asentamiento en casi todo el territorio fueron las pequeñas comunidades familiares dispersas, dedicadas a la ganadería ovina y bovina, la silvicultura, la caza y las pequeñas explotaciones agrícolas. Los topónimos de las localidades actuales atestiguan este patrón, los términos anglosajones ham (aldea), tun (poblado), denu o den (pasto), hurst (bosque), etc. están presentes en muchos de los nombres de pueblos de la zona, sobre todo en la región del Weald y de los South Downs. También es habitual el sufijo –ing (hijo de), lo que muestra el tipo familiar de asentamiento, por ejemplo, Chiltington (Chidingtune) significa “el poblado de la familia de Chid”. Estos grupos familiares deben entenderse en forma amplia, desde familias de algunas decenas de miembros hasta clanes de varios centenares e incluso millares. Los Haestingas (“la gente de Haest”), por ejemplo, eran un clan que controló de forma independiente el sudeste de Sussex en torno al pueblo de Hastings, al que dieron nombre, hasta que fueron sometidos finalmente por Offa en 771.
No se puede hablar de ciudades en el Sussex sajón, la capital Seoles/Selesi (Selsey) era apenas un pueblo un poco más grande que el resto de las aldeas del país y donde se constituyó el arzobispado en el año 681. Un poco más grande era Cissaceaster (Chichester); a pesar del nombre sajón, “la fortaleza de Cissa”, era una ciudad fundada por los antecesores britanos en donde tenían su capital, conocida por los romanos como Noviomagus Reginorum. Estaba unida a Londinium (Londres) por una vía que los sajones denominaron Stane Street y que posiblemente llegara hasta Portus Ardaoni (Portchester) perteneciente a la serie de fortificaciones romanas conocidas como “litus Saxonicum”. También formaba parte de esta serie de fortificaciones defensivas Anderitum, situada en la costa del Sussex Oriental, donde actualmente está el pueblo de Pevensey. Según la crónica anglosajona, el caudillo sajón Ælle y sus hijos asaltaron el castillo y masacraron a sus defensores. Los invasores lo rebautizaron con el nombre de Andredesceaster, convirtiéndolo en una fortificación sajona.
Aún existe gran controversia en torno a la proporción de población celta y sajona que habitaba el reino. Sussex es de las zonas de Inglaterra donde menor número de topónimos britones se conservan y, por el contrario, mayor cantidad de origen sajón. Para algunos autores, esto no quiere decir que los pobladores de origen celta fueran exterminados, sino que simplemente los sajones se sobrepusieron a ellos. Sin embargo, para otros, la presencia de britones era ya baja cuando los romanos abandonaron la isla. El territorio accidentado y boscoso de la región favoreció el abandono del lugar para ir hacia el valle del Támesis y las ciudades más populosas de más al norte. A la llegada de los sajones, los pocos habitantes que quedaban en la región o fueron expulsados o simplemente quedaron como un sector marginal de la sociedad sajona.

## Historia
La historia del reino de Sussex está muy poco documentada, no existe ninguna lista real y se conocen algunos mandatarios apenas por algunos “charters” ocasionales. Entre 491 y 607, no es posible encontrar en las ASC ninguna referencia relacionada con el supuesto reino. En la entrada del 607 solo dice “Ese año Ceolwulf luchó contra los Sajones del Sur”, pudiendo ser tales sajones del sur distintos clanes, tanto sajones como britanos o incluso britanosajones, asentados en la zona pero que no formaran un reino unido, entre los cuales estarían los sajones federados que poblaban la zona entre Ouse y Cuckmere, y los Haestingas al sudeste de la región. El cronista inglés del siglo XIII Roger de Wendover dice que Ceawlin de Wessex conquistó Sussex en el año 567. A partir de esta fecha, la dinastía de Wessex ejerce el señorío sobre el reino vecino hasta la conquista de Penda de Mercia en 645.
No tenemos confirmación histórica de tal señorío, ni parece probable que los reyes de Wessex fueran capaces de ejercer tal supremacía en todo Sussex, aunque tal vez lo hicieran en el extremo occidental. De igual forma el Reino de Kent podría dominar la zona oriental, como está contrastado que hacía en South-ge y otros territorios colindantes durante la época de Ethelberto I. De hecho existen referencias a las luchas entre Kent y Wessex, y lo lógico es suponer que estas se debieran al intento de controlar el territorio intermedio, es decir, Sussex.

### SigloVII. Æthelwealh, primer rey de Sussex
El primer gobernante con respaldo histórico es Ethelwealh de Sussex (con sus variantes Aedilualch, Aethelwalch, Aþelwold, Æðelwold, Æþelwald o Ethelwalch), descartando los legendarios Ælle y Cissa, y se puede decir que Ethelwealh es el primer rey de Sussex. Sin embargo, tenemos bastantes lagunas sobre su reinado. Las ASC le nombran en el año 661 como rey de Sussex, por lo que algunos historiadores consideran que su subida al trono debe ser anterior, incluso lo remontan a 645 cuando Penda de Mercia derrota a Wessex y conquista gran parte de sus territorios, por lo que Sussex estaría bajo el patronazgo de los reyes mercianos.
El origen de Æthelwealh es incierto, algunos autores apuntan a que era el tercer o cuarto hijo de Cynegils de Wessex (reinó entre 611-643), otros por la etimología de su nombre, que significa “noble extranjero”, piensan que podría tratarse de un noble britano subido al trono por Penda.
El patronazgo de Mercia parece claro, ya que Beda dice que Wulfhere de Mercia (hijo de Penda) habría obligado a Ethelwald a bautizarse, en cuyo bautismo el rey de Mercia ejercería de padrino. Su esposa cristiana, Eafe (Eabae o Ebba), hija de Eanfrith (Eanfrid o Eanfridi) de Hwicce, a la que algunos autores hacen hija del propio Wulfhere, habría influido también en esta conversión. El rey como regalo de bautismo le habría otorgado a Æthelwealh los territorios jutos de Wight y Meonwara.
En la Vita Sancti Wilfrithi de Esteban de Ripon, en la Historia ecclesiastica gentis Anglorum de Beda y en las ASC se recoge la evangelización del reino llevada a cabo por San Wilfrido de Northumbria, obispo de York, que exiliado de su país de origen en 680, tomó como misión la evangelización de los paganos de Sussex con la aceptación del rey, recientemente convertido en Mercia. San Wilfrido funda una pequeña comunidad junto a seis monjes irlandeses en el pueblo de Bosham, situado en la bahía de Chichester, desde la cual comienza a misionar en las pequeñas comunidades pesqueras de la zona. En 683 funda la Abadía de Selsey, para la cual el rey Ethelwald otorga al obispo 87 hides (unidad inglesa de superficie) de tierra cerca de la bahía de Pagham, y esta se convierte en la primera sede del obispado de Sussex, que permanecerá en Selsey hasta su traslado por los normandos a Chichester en el año 1075.
Poco después de la llegada de San Wilfrido, el reino es atacado por el príncipe Caedwalla de Wessex, perteneciente a una rama lateral de la casa real de los Gewissae de Wessex, que exiliado de su país, al mando de un ejército se dedicaba a atacar las distintas regiones del reino de Mercia, entre las que se encontraba Sussex. Caedwalla mata a Æðelwealh e intenta obtener el trono, pero es expulsado finalmente por los earldormen del rey, Berthun y Andhun, al parecer hijos naturales y gemelos de Æðelwealh. En 685 Sussex ataca a Hlothhere de Kent en ayuda del sobrino de este, Eadric, al que reponen en el trono, pero poco después muere Berthun, y Caedwalla, una vez obtenido el trono de Wessex, contraataca y destrona a Andhun, proclamando a su vez a Ecgwald subregulus bajo su protección. Caedwalla muere en el año 688 durante su peregrinación a Italia y le sucede su sobrino Ine de Wessex, que conserva el señorío de Wessex sobre Sussex. De esta época es conocido Nothelm (o Nunna) como subrey de Ine (kinsman). En una carta de 692 se refiere a Ine como su pariente y combate junto a él en la campaña contra los britanos de Domnonia (Cornualles). Junto a Nunna encontramos en dos “charter” a Watt (Wattus rex), gobernante solo conocido por estos documentos.

### SigloVIII. De Wessex a Mercia
El reinado de Ine de Wessex (688-726) fue un periodo bastante apacible dentro de los parámetros sajones, alianza con Kent, paz en la frontera del Támesis con Mercia, enfrentamientos esporádicos con Essex por el dominio de Surrey y algunas campañas para conquistar Devon, que pertenecía a los britanos de Domnonia. Esto se traducía en Sussex de la misma manera en una época de tranquilidad y semiindependencia bajo el señorío de Wessex.
Probablemente debido a esta calma apenas tenemos reseñas históricas concernientes a Sussex, solo algunos charters donde se indican transacciones de tierras:
- S 45 (año 692).[23]- Nothhelm (Nunna) concede a su hermana Nothgyth 33 hides de tierra para fundar un monasterio. El charter va firmado también por Watt (Wattus) y por los reyes de Wessex Ine y Cenred.
- S 1173 (año 700).[24]- Bruny (Bryni), dux de Sussex, garantiza al abad Eadberht tierras en Hileghe. Firmado también por Nunna y Wattus.
- S 43 (año 705).[25]- Nothhelm (Nunna) concede Eadberto, obispo de Selsey, tierras tributarias para varios monasterios. Firmado también por Watt (Uuattus), Ine y Cenred.
- S 44 (año 705).[26]- Nothhelm (Nunna) concede a Berhfrith (famulus dei) tributos en Piperyngges cerca del río Tarente (Arun).
- S 42 (año 714).[27]- Nothhelm (Nunna) concede a Beadufrith y a la Abadía de Selsey varias tierras tributarias. Firmado también por la reina Edeldrid.
- S 47 (año 723?).[28]- Ethleberto (Adelbertus) concede al obispo Wilfrid tributos en Chichester.
- S 48 (año 762).[29]- Osmund (Osmundi) concede a Walhhere tierras para fundar un monasterio en Ferryng'.
- S 50 (año 765).[30]- Ealdwulf (Alduulf) concede a Hunlaf 16 hides para fundar un monasterio en Stanmere, Lindefeldia y Burhlea. Firmado también por Aelfwald (Ælhuuald) y Oslac (Osiai).
- S 49 (año 770)[31] Osmund (Osmundus) concede tierras a Wærbald y su esposa en Hanefelde.

Significativamente, las localidades mencionadas en los charter se encuentran en la zona occidental del país, entre la frontera de Wessex y el valle del Adur. Por ello algunos autores hablan de un reino de Sussex, satélite del de Wessex y un Sussex oriental ocupado de forma más o menos independiente por grupos tribales sajones. El reino occidental estaba centrado en la zona llana entre la península de Selsey y Chichester, más apta para la agricultura y el poblamiento concentrado, y donde se situaba la sede episcopal y la mayoría de las iglesias. De hecho en la zona occidental persistía el paganismo, como demuestran las misiones para cristianizar a los sajones del sur, como la de San Cuthman entre 695 y 699.
Tampoco son abundantes las referencias a Sussex en las ASC. En la entrada del año 722 se habla del exilio de Ealdberto, posiblemente el hijo menor de Ethelstano y hermano de Ethelberto, que apartado del trono se rebela y se marcha a las colinas boscosas del este. Desde allí ataca los territorios del Sussex Occidental, hasta que Ine de Wessex (protector del reino) lanza una campaña contra él y le obliga a exiliarse. En la entrada del año 625, Ine vuelve a marchar a Sussex para derrotar al rebelde Ealdberto que ha entrado de nuevo en el Sussex Oriental y al cual vence y mata. La tercera y última entrada en las ASC es más curiosa: en el año 774 dice “maravillosas serpientes fueron vistas en la tierra de los Sajones del Sur”.
A través de los “charter” y las pocas referencias históricas que conservamos, se puede reconstruir aproximadamente (todas las fechas serían postuladas) la cronología de los gobernantes de Sussex durante este periodo:
- 688-700. Northhelm (Rey) y Watt (subrey). -Coincidiría con la subida al trono de Ine de Wessex, que habría sido el que diera el trono a Nunna y que ejerciera como señor del mismo.
- 700-722. Northhelm (Rey) y Ethelstano (subrey).- Seguirían bajo el dominio de Ine.
- 722-726. Ethelberto (Rey) y Ethelstano (subrey).- Ethelstano era padre de Ethelberto, Ine habría elegido al hijo por ser más joven, ya que en 726 decidió peregrinar a Roma, abdicar y dejar el reino en “manos de hombres jóvenes”. Wessex pasó a Ethelheard y Sussex quedó independiente con Ethelberto como rey único.
- 722-758. Ethelberto, reinó como rey en solitario. Su reinado nos es desconocido, solamente sabemos que fue contemporáneo de Sigeferth, obispo de Selsey, por un “charter” compartido en el que firma como “Ethelbertus rex Sussaxonum”.
- 758-772. Osmund (Rey), Elfwaldo (Rey), Ealdwulfo (subrey), Oslac (subrey).- Este es el periodo más confuso, pues tenemos “charters” de 4 reyes y subreyes que parecen gobernar al mismo tiempo. Algunos autores postulan una guerra civil entre dos dinastías, la “AETH-” y la “OS-”. No parece haber un vencedor claro, excepto Offa de Mercia que parece que en la década del 770 empieza su expansión por el sur, siendo el debilitado Sussex el primero en caer bajo el dominio merciano, como luego lo harían Kent, Essex, Hwicce y Estanglia. A partir de 772 los regentes de Sussex dejan de usar el título de “Rex” y adoptan el de “Dux”, y el propio Offa rubrica “charters” en Sussex como rey del país. Por otro lado, el Rey de Mercia es el primero que consigue unificar el país, ya que en sus campañas del año 771 consigue derrotar a los Hastimgas e incorporar sus territorios al reino por primera vez.

### SigloIX. De Mercia a Wessex
Durante el reinado de Offa de Mercia, todo Sussex se convierte en una provincia tranquila gobernada delegadamente por los “Dux de Sussex”, pertenecientes a las antiguas familias reales. Al morir Offa en 796, Mercia entra en un periodo de decadencia que se agrava con la muerte a los pocos meses de su hijo y sucesor Ecfrido. Coenwulf de Mercia, el nuevo monarca, intenta devolver a Mercia el poder del reinado de Offa, sofoca la rebelión de Kent en 798, a la que probablemente se unieron los sajones del este de Sussex, y somete al reino de Essex. Sin embargo, una nueva fuerza empieza a surgir en el oeste, en Wessex Egberto III destrona en 802 a su oponente Beorhtric que había sido apoyado por Offa y comienza a concentrar sus fuerzas para destruir la hegemonía de Mercia, que, tras la muerte de Coenwulf en 821, entra de nuevo en decadencia. Ceolwulf (hermano de Coenwulf) es depuesto en 823 por Beornwulf, un enérgico noble merciano que busca el enfrentamiento con los sajones. En el año 825 entra en territorio de Wessex pero es detenido por Egberto en Ellandun, lugar de localización incierta, tal vez al sur de Swindon (Wiltshire). Según las ASC, la batalla decisiva entre ambos reinos fue una gran matanza, de la cual Egberto y Wessex salieron triunfadores. Esta batalla de Ellandum cambió el rumbo de la historia inglesa, y fueron los sajones de Wessex los encargados de unificar la britania anglosajona y no los anglos de Mercia. Poco después de la batalla en el mismo año de 825 Ethelwulfo, hijo de Egberto, lanza otra campaña contra las provincias de Mercia al sur del Támesis, conquistando para su padre Sussex, Kent, Surrey y Essex, y con los tres primeros territorios se formaría un subreino, del cual el propio Ethelwulfo gobernaría hasta 839, año en el cual sube al trono de Wessex.
El nuevo reino de Kent y Sussex con capital en Canterbury se convirtió en el reino satélite de Wessex, que era gobernado por el heredero al trono del reino principal. Ethelwulfo, al convertirse en rey de Wessex en 839, deja Kent y Sussex a su primogénito Ethelstano, que lo gobierna hasta su muerte en 851. Ethelwulfo aún reinando en Wessex asocia a su segundo hijo Ethelbaldo al reino de Wessex y deja Kent y Sussex al tercero, Ethelberto. El rey de Wessex peregrina a Roma en el año 855, dejando a sus hijos el gobierno de sus reinos. Cuando retorna al año siguiente, Ethelbaldo intenta retener el poder en Wessex y para evitar una guerra civil, Ethelwulfo se retira al reino de Ethelberto, donde muere en 858. El rey de Kent y Sussex se convierte en rey de todo el reino a la muerte de su hermano en 860, y gobierna ambos hasta 865. A partir de su reinado, los reinos sajones permanecerían unidos a Wessex hasta que en el reinado de Alfredo el Grande se unifican todos los reinos anglosajones, pues deben hacer frente a una nueva amenaza venida del este, la invasión de los vikingos.
En lo que concierne a Sussex, poco dice la historia aparte de los ataques vikingos a los puertos sajones que a partir de 870 se hacen incesantes. El 4 de enero de ese mismo año, un gran ejército danés desembarca cerca de Hastings, Ethelredo y su hermano Alfredo se deben enfrentar a los saqueadores comandados por Bagsecg y Halfdan Ragnarsson, y aunque vencen en la batalla y hacen huir a los vikingos, las tropas sajonas sufren grandes pérdidas. Los daneses huyeron hacia el norte y de nuevo se enfrentaron a los sajones en la Batalla de Ashdown cuatro días después y donde fue muerto Bagsecg. La victoria sajona dio un pequeño respiro al nuevo reino anglosajón.

## Reyes y Ealdormen de Sussex
| Reino                                                                                  | Rey                            | Charter | Notas |
| -------------------------------------------------------------------------------------- | ------------------------------ | --- | --- |
| Dinastía de los Aellingas                                                              |                                | | |
| 477-514                                                                                | Ælle (Aelle, Elle)             | No | Rey según las ASC. Primer Bretwalda                                                                                                   |
| 491-567                                                                                | Cissa                          | No | corregente 491-514 |
| 518?-563                                                                               | Wine                           | No | corregente. Hijo de Cissa |
| Dominio de Wessex (567-645?)                                                           |                                | | |
| 567-592                                                                                | Ceawlin de Wessex              | No | 1.º Guardian Overlord según Wendover. Rey de Wessex                                                                                   |
| 592-597                                                                                | Ceol de Wessex                 | No | 2.º Guardian Overlord según Wendover. Rey de Wessex                                                                                   |
| 597-611                                                                                | Ceolwulf de Wessex             | No | 3.º Guardian Overlord según Wendover. Rey de Wessex                                                                                   |
| 611-643                                                                                | Cynegils de Wessex             | No | 4.º Guardian Overlord según Wendover. Rey de Wessex                                                                                   |
| 643-645                                                                                | Cenwalh de Wessex              | No | 5.º Guardian Overlord según Wendover. Rey de Wessex                                                                                   |
| Sussex independiente Penda de Mercia invade Wessex (645) e instala a un rey de Sussex. |                                | | |
| 645-685                                                                                | Ethelwalh (Æðelwealh)          | No | Muerto por Caedwalla de Wessex. Primer rey bautizado                                                                                  |
| 683?                                                                                   | Eadwulf (Æðelwealh)            | Ealdulfus dux Suthsax | Posible charter falso |
| 685-686                                                                                | Berhthum                       | No | Según Beda, ealdorman del rey |
| 685-686                                                                                | Andhum                         | No | Según Beda, ealdorman del rey |
| Dominio de Wessex (685-726)                                                            |                                | | |
| 685-688                                                                                | Caedwalla de Wessex            | No | Guardian Overlord. Rey de Wessex |
| 686-688                                                                                | Ecgwald                        | Ecguald subregulus | |
| 688-726                                                                                | Ine de Wessex                  | No | Guardian Overlord. Rey de Wessex |
| 688-722                                                                                | Nothelm (Noðelm, Nunna)        | Nothelmus rex Suthsax Nunna rex Sussax | |
| 688-700                                                                                | Watt                           | Wattus rex | corregente con Nothelm |
| h.700                                                                                  | Bryni                          | Bruny dux Suthsax | ealdorman bajo Nothelm y Watt |
| 700-725                                                                                | Athelstano (Æðelstan)          | Athelstan rex | corregente con Nothelm y Ethelberto                                                                                                   |
| Sussex independiente (726-772)                                                         |                                | | |
| 722-758                                                                                | Ethelberto (Æðelberht)         | Ethelbertus rex Sussaxonum | corregente 722-726 Rey desde el 726                                                                                                   |
| 758-772                                                                                | Osmundo (Osmund)               | Osmundus rex Sussaxonum | rey principal |
| 765-772                                                                                | Oslac                          | Oslac rex | corregente |
| 765-772                                                                                | Aelfwald (Ælfwald)             | Ælhuuald rex | corregente |
| 765-791                                                                                | Ealdwulf                       | Aldwlfus rex Suthsaxonum Ealdwlf dux Suthsaxonum | corregente. Ealdorman corregente bajo Offa de Mercia (772-791)                                                                        |
| Dominio de Mercia                                                                      |                                | | |
| 772-796                                                                                | Offa                           | | Rey de Mercia 757-796 |
| 772-780                                                                                | Oswaldo (Oswald)               | Osuualdus dux Suðsax | Ealdorman corregente con Ealdwulf |
| 796-821                                                                                | Coenwulf de Mercia (Cœnwulf)   | | Rey de Mercia |
| 821-823                                                                                | Ceolwulf de Mercia (Ceolwulf)  | | Rey de Mercia |
| 823-825                                                                                | Beornwulf de Mercia            | | Rey de Mercia |
| Dominio de Wessex                                                                      |                                | | |
| 825-839                                                                                | Egberto III (Ecgberht III)     | Ecgberht rex occidentalium Saxonum necnon et Cantuariorum | Hijo de Ealmundo. Rey de Wessex 802-839                                                                                               |
| 825-839 856-858                                                                        | Ethelwulfo (Æðelwulf)          | Æðeluulf rex Cantrariorum, Æthelwolf gratia Dei rex Kanciae Aetheluulf gratia Dei rex occidentalium Saxonum seu etiam Cantuuariorum Eðeluulfus rex Occidentalium Saxonum necnon et Cantuariorum | Con su padre Egberto, sub-rey en Kent, Sussex y Surrey. Peregrinación a Roma 855 Vuelve a Kent & Sussex 856-858 Rey de Wessex 839-855 |
| 839-851                                                                                | Ethelstano (Æðelstan)          | Edelstan rex Kancie | |
| 851-865                                                                                | Ethelberto III (Æðelberht III) | Aeðelberht rex, Eþelbearht rex, Eðelbearht rex Æthelbertus occidentalium Saxonum necnon et Cantuariorum rex Aeðælberht rex Occidentalium Saxonum seu Cantuariorum                               | Rey de Wessex 865-871 |
| 866-871                                                                                | Ethelred (Æðelred)             | Eðelred rex occidentalium Saxonum. non et Cantwariorum Aeðered rex Occidentalium Saxonum necnon et Cantuariorum                                                                                 | Rey de Wessex 866-871 |
| 871-899                                                                                | Alfredo el Grande (Alfred)     | ÆLFRED ÆÞELVVLFING ÐE GREAT VVESTSEAXNA CYNING ÆLFRED MAGNVS REX SAXONVM OCCIDENTALIVM | Primer rey de todos los Anglo-Sajones                                                                                                 |